# Rourea grosourdyana
Rourea grosourdyana är en tvåhjärtbladig växtart som beskrevs av Henri Ernest Baillon. Rourea grosourdyana ingår i släktet Rourea och familjen Connaraceae. Utöver nominatformen finns också underarten R. g. glaberrima.